# Михайловская волость (Дмитриевский уезд)
Миха́йловская во́лость — упразднённая административно-территориальная единица, существовавшая в составе Дмитриевского и Льговского уездов Курской губернии в 1861—1928 годах.
Административным центром была слобода Михайловка.

## География
Располагалась на востоке уезда. Являлась самой маленькой по площади волостью Дмитриевского уезда (6970 десятин — около 76 кв. км). Относилась к числу нечернозёмных волостей. Граничила с Киликинской (на западе) и Кармановской (на юге и востоке) волостями, а также с Дмитровским уездом Орловской губернии (на севере).
В настоящее время территория бывшей волости полностью входит в состав Железногорского района.

## История
Образована в ходе крестьянской реформы 1861 года в составе Дмитриевского уезда Курской губернии. С установлением советской власти на территории волости были созданы Жидеевский и Михайловский сельсоветы. Был создан Михайловский волостной исполнительный комитет. После упразднения Дмитриевского уезда в 1924 году была передана в состав Льговского уезда. Упразднена в 1928 году при переходе на областное и районное деление. На базе Михайловской волости был создан Михайловский район Центрально-Чернозёмной области.

## Населённые пункты
В состав волости входили 2 населённых пункта:
| № | Населённый пункт | Тип населённого пункта    |
| - | ---------------- | ------------------------- |
| 1 | Михайловка       | слобода, администр. центр |
| 2 | Жидеевка         | слобода                   |

## Волостные старшины
- Даниил Васильевич Черторыгин (до 1909 — после 1916)[5][6]